# Hu Hailan
Hu Hailan (xinès simplificat: 胡海岚) (Hangzhou 1973 -) neurocientífica xinesa. El 2015 es va incorporar a la Universitat de Zhejiang com a professora i directora executiva del Centre de Neurociència, on a partir del 2022 va ocupar el càrrec de degana.

## Biografia
Hu Hailan va néixer l'any 1973 a Hangzhou, província de Zhejiang (Xina).
Va fer els estudis inicials a Hangzhou. De 1992 a 1996 va estudiar al Departament de Biología de la Universitat de Pequín, amb una llicenciatura en Bioquímica i Biologia Molecular.
Posteriorment va ampliar la seva formació als Estats Units, primer com a investigadora a la Universitat de California San Francisco i posteriorment va continuar la formació amb un doctorat en neurobiologia a la Universitat de California, Berkeley amb Corey S. Goodman (1997 - 2002), a la Universitat de Virgínia amb els professors Julius Zhui i Roberto Malinow (2003 - 2004). Del 2004 a 2008 va fer el Post-doctorat a ,Cold Spring Harbor Laboratory/Universitat Califòrnia San Diego, amb Malinow.

### Carrera científica i acadèmica
El 2008 va tornar a la Xina, i de 2008 a 2015 va treballar com a investigadora principal al Institut de Neurociència de l'Acadèmia Xinesa de Ciències de Xanghai.
Segons el lloc web de la Universitat de Zhejiang, els interessos de recerca de Hu Hailan inclouen els estudis sobre el mecanisme de codificació neuronal de les emocions normals, les emocions anormals (com la depressió), els circuits neuronals i els mecanismes moleculars. El 2015 es va incorporar a la Universitat de Zhejiang com a professora i directora executiva del Centre de Neurociència.
El 2018, l'equip de recerca de Hu Hailan va publicar dos treballs a la revista "Nature" on van exposar el mecanisme d'acció de les molècules antidepressives ràpides, que van permetre avançar en la comprensió de la patogènesi de la depressió.
.El 2022, va ser nomenada degana de l'Escola de Ciència del Cervell i Medicina del Cervell de la Universitat de Zhejiang.

## Premis
| Any  | Premi                                                                                   | Notes |
| ---- | --------------------------------------------------------------------------------------- | --- |
| 2012 | Chinese Outstanding Youth Award                                                         | |
| 2013 | Meiji Life Science Outstanding Award                                                    | |
| 2015 | L'Oréal-UNESCO For Women in Science                                                     | |
| 2015 | Chang Jiang Scholar Award                                                               | |
| 2015 | Chinese Young Female scientist Award                                                    | |
| 2016 | Tan Jia Zhen Life Science Award                                                         | |
| 2019 | IBRO-Kemali International Prize for research in basic and clinical neurosciences        | En reconeixement del seu treball sobre els mecanismes neurobiològics fonamentals dels comportaments emocionals i afectius basats en metodologies molt avançades i d'última generació. |
| 2019 | Prize for Scientific and Technological Progress Ho Leung Ho Lee Foundation              | |
| 2022 | Premi L’Oréal-Unesco per a les dones i la ciència (Women in Science International Award | Per la seva investigació sobre la neurobiologia subjacent dels trastorns de salut mental com la depressió.                                                                            |